# Гані Ганджур
Гані Салех Гасан Ганджур (араб. هاني صالح حسن حنجور 13 серпня 1972 — 11 вересня 2001) — ісламістський терорист, учасник терактів 11 вересня, один з викрадачів літака рейсу 77 компанії American Airlines, який врізався в Пентагон.
Гані народився в місті Ет-Таїф, Саудівська Аравія. Він був четвертим з семи дітей бізнесмена. У кінці 1980-х вирушив до Афганістану, щоб брати участь у війні проти СРСР. Але на той час Радянський Союз уже виводив свої війська з країни, тому Гані не брав участь у бойових діях. Ганджур вперше приїхав в США в 1991 році, вступивши в Аризонський університет для вивчення англійської мови. Через кілька місяців Гані повертається назад на батьківщину. У 1996 році він знову прилітає до Сполучених Штатів для продовження навчання англійської мови, але вже в Каліфорнія. Після закінчення навчання записується на курси пілотів цивільних літаків в Аризоні. У 1999 році він отримує сертифікат комерційного пілота і їде в Саудівську Аравію в пошуках роботи за фахом. Він хотів влаштуватися в громадянську авіаційну школу в Джидді, але йому було відмовлено. Ганджур залишив сім'ю, щоб подорожувати по Саудівській Аравії в пошуках роботи. Далі він потрапив в тренувальний табір Аль-Каїди в Афганістані. Оскільки Гані мав спеціальність пілота, його вибрали для участі у запланованих терактах.
Гані повернувся в США в грудні 2000 року. У Сан-Дієго (Каліфорнія), він зустрівся з Навафом аль-Хазмі, і вони відразу ж поїхали до Аризони, де Ганджур поступив на курси підвищення кваліфікації пілотів. У квітні 2001 року вони переїхали в Фолс-Черч (Вірджинія), а потім в Патерсон (Нью-Джерсі), де Ганджур провів декілька тренувальних польотів.
2 вересня 2001 року Гані Ганджур поїхав в Вашингтон, пізніше зареєструвався в мотелі в Лорел в Мериленді. 11 вересня 2001 року він, разом з групою терористів, сів на борт рейсу 77, що літав маршрутом Вашингтон — Лос-Анджелес. Незабаром викрадачі захопили літак, а Ганджур направив повітряне судно на Пентагон. В результаті катастрофи загинули всі 64 людини на борту, та 125 осіб в будівлі міністерства.